# Alba Villanueva Navasquillo
Alba Villanueva Navasquillo (Pontevedra, 31 de agosto de 1984) es una activista española defensora del derecho a la libertad de expresión y portavoz de la Plataforma No Somos Delito desde 2013. Fue incluida en la campaña Valiente de Amnistía Internacional, puesta en marcha en mayo de 2017 y cuyo objetivo era aumentar el reconocimiento y la protección de las personas que defienden los derechos humanos en el mundo.

## Trayectoria
Villanueva es licenciada en Periodismo por la Universidad Rey Juan Carlos de Madrid y tiene un Master en Comunicación, Desarrollo y Cambio social de la Universidad Complutense de Madrid. Desde 2013, forma parte del proyecto de comunicación social Meta-Comunica, asociación en defensa de la libertad de información y expresión.
Durante sus años de experiencia en radio, televisión, prensa, medios digitales y gabinete de prensa, ha desarrollado campañas de sensibilización y acción ciudadana en organizaciones y movimientos sociales orientadas a la movilización social y a fomentar el trabajo en red entre organizaciones y colectivos sociales.
Como activista y portavoz de la Plataforma No Somos Delito, Villanueva ha denunciado en diversas ocasiones la vulneración del derecho de libertad de expresión en España como consecuencia de la aplicación de la Ley Orgánica de protección de la seguridad ciudadana (LOSC) de 2015, conocida como "ley mordaza". Entre sus principales reivindicaciones, destaca la retirada de las sanciones económicas impuestas por participar en manifestaciones pacíficas. Asimismo denuncia que muchas conductas que antes se gestionaban por la vía penal con la intervención de un juez ahora pasan por la vía administrativa, donde son los funcionarios los que las valoran. En 2014, participó en varias protestas, como la jornada antirrepresiva contra la ley mordaza organizada por la Coordinadora 25-S en el centro cultural Tabacalera.
El 10 de abril de 2015, la Plataforma No Somos Delito organizó la primera manifestación de hologramas de la historia, "Hologramas por la Libertad", frente al Congreso de los Diputados. La acción denunciaba que, debido a las restricciones de la ley mordaza, ésta sería la única forma en la que la ciudadanía podría manifestarse en el futuro. El holograma de Villanueva se encargó de leer el manifiesto al final de la protesta.
En el ámbito internacional, el 17 de junio de 2015 participó en un acto en Bruselas ante el Parlamento Europeo llamado "No hay UE de los Derechos Humanos con Leyes Mordaza en uno de sus estados miembro" donde se reivindicaban los derechos y libertades fundamentales vulnerados por el nuevo Código Penal y la Ley de Seguridad Ciudadana.

## Reconocimientos
Durante su portavocía de la Plataforma No Somos Delito, la campaña "Hologramas por la Libertad" de 2015 recibió más de un centenar de premios y tuvo una amplia repercusión mediática y social.
En mayo de 2018, Amnistía Internacional puso en marcha la campaña Valiente:Editar cuyo objetivo era aumentar la presencia de las defensoras de derechos humanos en Wikipedia. De esta forma, se incluyó a Villanueva junto a otras activistas como Alba Teresa Higueras, defensora colombiana de los derechos humanos y de la mujer;  Alejandra Jacinto, abogada española por el derecho a la vivienda; Arantxa Mejías, activista española por el derecho a la vivienda; Asha Ismail, activista keniana contra la mutilación genital femenina; La Colectiva, asociación de mujeres colombianas y españolas refugiadas, exiliadas y migradas; y Leonora Castaño, campesina colombiana y defensora de los derechos de la mujer.